# Battesimo di Cristo (Francesco Morone)
Battesimo di Cristo è un affresco del pittore veronese Francesco Morone conservato nel museo degli affreschi Giovanni Battista Cavalcaselle a Verona.
L'opera venne eseguita per la parete meridionale e sulla vela della volta dell'aula del Capitolo della Dottrina della compagnia di San Biagio presso la chiesa dei Santi Nazaro e Celso a Verona, e fu completata nel 1517. Oltre a questo Battesimo, Morone dipinse per gli stessi ambienti anche quattro tondi con gli Evangelisti. Nel 1881 questi affreschi vennero staccati e collocati nelle collezioni civiche veronesi.
Agli inizi del XIX secolo, Giovanni Battista Da Persico attribuì l'opera a Giovanni Maria Falconetto, successivamente Diego Zannandreis la restituì a Francesco Morone ma poco dopo si consolidò l'idea che l'autore fosse Paolo Morando. Fu solo nei primi anni del XX secolo che la critica la collocò definitivamente tra la produzione di Francesco Morone seppur con qualche dubbio espresso da alcuni autori.